# Нова Санда
Нова Санда (грч. Νέα Σάντα, Неа Санда) је насељено место у општини Кукуш у периферији Средишња Македонија, Грчка. Према попису из 2021. године било је 1.235 становника.
Нова Санда је подигнута после 1920. године где су смештене 203 грчке избегличке породице из Думанлија (Санда) у Турској. На попису из 1928. године Нова Санда је имала 677 становника.